# El Campillar
El Campillar es una localidad del municipio de Laguardia, en la provincia de Álava, País Vasco (España).

## Demografía
| Gráfica de evolución demográfica de El Campillar entre 2000 y 2017 |
|                                                                    |
| Población de derecho según los censos de población del INE.        |